# Arrigo Cellina
Arrigo Cellina (* 3. August 1941) ist ein italienischer Mathematiker, der sich mit Analysis befasst.
Cellina wurde an der University of Maryland (Institut für Hydrodynamik und Angewandte Mathematik) 1968 promoviert. Danach ging er wieder nach Italien, wo er in Perugia, Florenz, Padua und an der Universität Mailand lehrte. Er war Professor an der Scuola Internazionale Superiore di Studi Avanzati (SISSA) in Triest (wo er von dessen Gründung 1978 bis 1996 war und die Abteilung Funktionalanalysis und Anwendungen leitete) und  ist Professor an der Università degli Studi di Milano - Bicocca.
Er ist einer der Begründer der Theorie differentieller Inklusionen (Verallgemeinerungen von gewöhnlichen Differentialgleichungen auf mengenwertige Funktionen) und führte dort neue Methoden ein. Er wandte sie unter anderem in der Variationsrechnung und der Hydrodynamik an. Später wandte er sich Fragen der Variationsrechnung zu, wie der Gültigkeit der Euler-Lagrange-Gleichungen, hinreichende und notwendige Bedingungen für die Existenz von Minima, die Regularität von Minimierern und anderes.
1999 bis 2001 war er Direktor der internationalen mathematischen Sommerschule (CIME) in Florenz.

## Schriften
- mit Jean-Pierre Aubin: Differential inclusions : set-valued maps and viability theory, Grundlehren der mathematischen Wissenschaften 264, Springer 1984
- On the validity of the Euler Lagrange equation, Journal of Differential Equations, Band 171, 2001, S. 430–442.
- mit A. Ornelas: Existence of solutions to differential inclusions and to time optimal control problems in the autonomous case, SIAM Journal of Control Optimization, Band 41, 2002, S. 331–344.
- On the Strong Maximum Principle, Proc. Amer. Math. Soc., Band 130, 2002, S. 413–418.
- On a constrained Dirichlet problem, SIAM Jour. Control Optimization, Band 41, 2002, S. 331–344.
- mit A. Ferriero, E.M. Marchini: Reparametrizations and Approximate values of Integrals of the Calculus of Variations, Journal of Differential Equations, Band 193, 2003, S. 374–384.